# Carlo Goldoni
Carlo Goldoni [goldóni], italijanski pesnik, dramatik in libretist, * 25. februar 1707, Benetke, † 6. februar 1793, Pariz. 

## Življenje in delo
Sprva je bil advokat, od 1748 pa pesnik beneških gledališč. Od mladih nog je Goldonija privlačevalo gledališče in že kot otrok je pripravil prvo igrico. Napisal je čez dvesto komedij. Njegova satira je dobrohotna in obzirna ter redko preide v ironijo. Ni pa se dobrodušni pisatelj bal izreči nekaterih drznih izjav zoper plemstvo. Pisal je drame in karakterne komedije s katerimi je najbolj zaslovel. Obnovil je italijansko komedijo, ki ni našla poti iz improvizacije že povsem izrabljene tako imenovane »commedie dell'arte«. Pri posebnem tipu komedije, ki jo je ustvaril se je približal Molièrovim zgledom tako, da je komediji dal trdnejšo dramsko zgradbo in izrazitejšo socialno, razsvetljenstvu bližjo tendenco. Od njegovih del so ostale popularne zlasti Kavarnica (La bottega del caffè, 1743), Sluga dveh gospodov (Il servitore dei due padroni, 1753), Krčmarica (La losandiera, 1753). (COBISS) Vendar ta tendenca ni nikoli preočitna, ton celote ostaja veselo igrav, lahkoten in dobrodušen. Nekater druga dela so še: Ribiške zdrahe, Prebrisana vdova, Lažnivec, Grobijani, Starinarnica. Za nas je pomembna tudi drama Dalmatinka, uprizorjena leta 1758, v kateri prikazuje Ilire v Dalmaciji. Napisal je tudi Spomine, bogate s podatki o sodobnem gledališču. Pisal je v verzih in prozi, v knjižni italijanščini in beneškem narečju, pa tudi v francoskem jeziku. Do danes je ostalo živih kakih trideset njegovih komedij. Tudi na naših odrih so si njegove komedije osvojile trajno mesto in pred vsemi Krčmarica, ki predstavlja eno največjih koket v svetovni dramatiki.
Napisal je tudi več opernih besedil.